# Roman van Le Puy
Roman van Le Puy (Frans: Romain du Puy, Latijn: Romanus de Podio) (voor 1085 - na 1134) was een Franse edelman uit Le Puy-en-Velay. Hij ging met Adhemar van Monteil op Eerste Kruistocht, in het contingent van Raymond IV van Toulouse.
Hij verschijnt voor het eerst in kronieken rond 1100 als medewerker aan het hof van Jeruzalem, hij komt voor in een charter uit 1112 als een soort getuige wanneer koning Boudewijn I van Jeruzalem bezittingen toezegd aan de Hospitaler orde. Rond 1118-1120 werd het leen Oultrejordain gestabiliseerd en wordt Roman van Le Puy door Boudewijn II van Jeruzalem benoemd als eerste heerser van het gebied. De burcht Montreal werd de basis van de heren. In 1134 is er een dispuut aan het hof tussen de graaf van Jaffa, Hugo van Le Puiset en de nieuwe koning Fulco. Roman zou Hugo II gesteund hebben in zijn dispuut, maar beiden verloren en werden verbannen uit het Heilig Land. Roman verloor zijn leen dat geconfisqueerd en vergeven werd aan Pagan (de Butler). Hij keerde terug naar Frankrijk.
Roman was getrouwd met ene Richildis, waarmee hij (minstens) twee zonen had:
- Rudolf van Le Puy, deze Rudolf zou rond 1142 het leenschap over Oultrejordain opnieuw opgeëist hebben, zonder succes.
- Raymond du Puy de Provence, deze was rond 1152 in het heilige land voor de hospitaler orde, en werd later ook grootmeester.